# Старий Браганський собор
Стари́й Брага́нський собо́р (порт. Antiga Sé de Bragança), або Катедра́льний собо́р свято́го І́мені Ісуса (порт. Catedral do Santo Nome de Jesus) — колишній катедральний собор в Португалії, окрузі Браганса, муніципалітеті Браганса. Один із центральних храмів Брагансько-Мірандської діоцезії. Резиденція браганських єпископів (1770—2001). Патрон — Найсвятіше ім'я Ісуса, на честь якого названий собор. Збудований в 1535—1550 роках. Замовник — герцог Теодозіу Браганський. Споруджений в ренесансному стилі. Має собору від 1764 року. Первісно був частиною жіночого монастиря кларисок. 1561 року через нестачу черниць переданий єзуїтам, які перетворили монастир на Браганський колегіум. Протягом XVII — XVIII століть перебудований у бароковому стилі, за винятком клуатру, що зберіг оригінальні ренесансні риси. Після заборони діяльності Товариства Ісуса в 1759 році відданий Мірандській діоцезії. 1770 року, внаслідок виокремлення Браганської діоцезії за рішенням папи Климента XIV, став резиденцією браганських єпископів (сам колегіум було перетворено на семінарію). 2001 року, в зв'язку із перенесенням єпископської катедри до Нового Браганського собору, перетворений на парафіяльну церкву святого Івана Хрестителя (порт. Igreja de São João Batista). В колишніх монастирських будівлях діє культурний центр, міська бібліотека і школа. Громадська пам'ятка Португалії (2012).

## Назва
- Браганський катедральний собор (порт. Catedral de Bragança) — назва у 1764—2001 роках.
- Браганська церква єзуїтів (порт. Igreja dos Jesuítas de Bragança)
- Браганський колегіум, або Колегія святого імені Ісуса (порт. Colégio do Santo Nome de Jesus) — назва у 1561—1759 роках.
- Старий Браганський собор (порт. Antiga Sé de Bragança) — сучасна назва
- Церква святого Івана Хрестителя (порт. Igreja de São João Batista) — сучасна назва парафіяльної церкви після 2001 року.

## Галерея

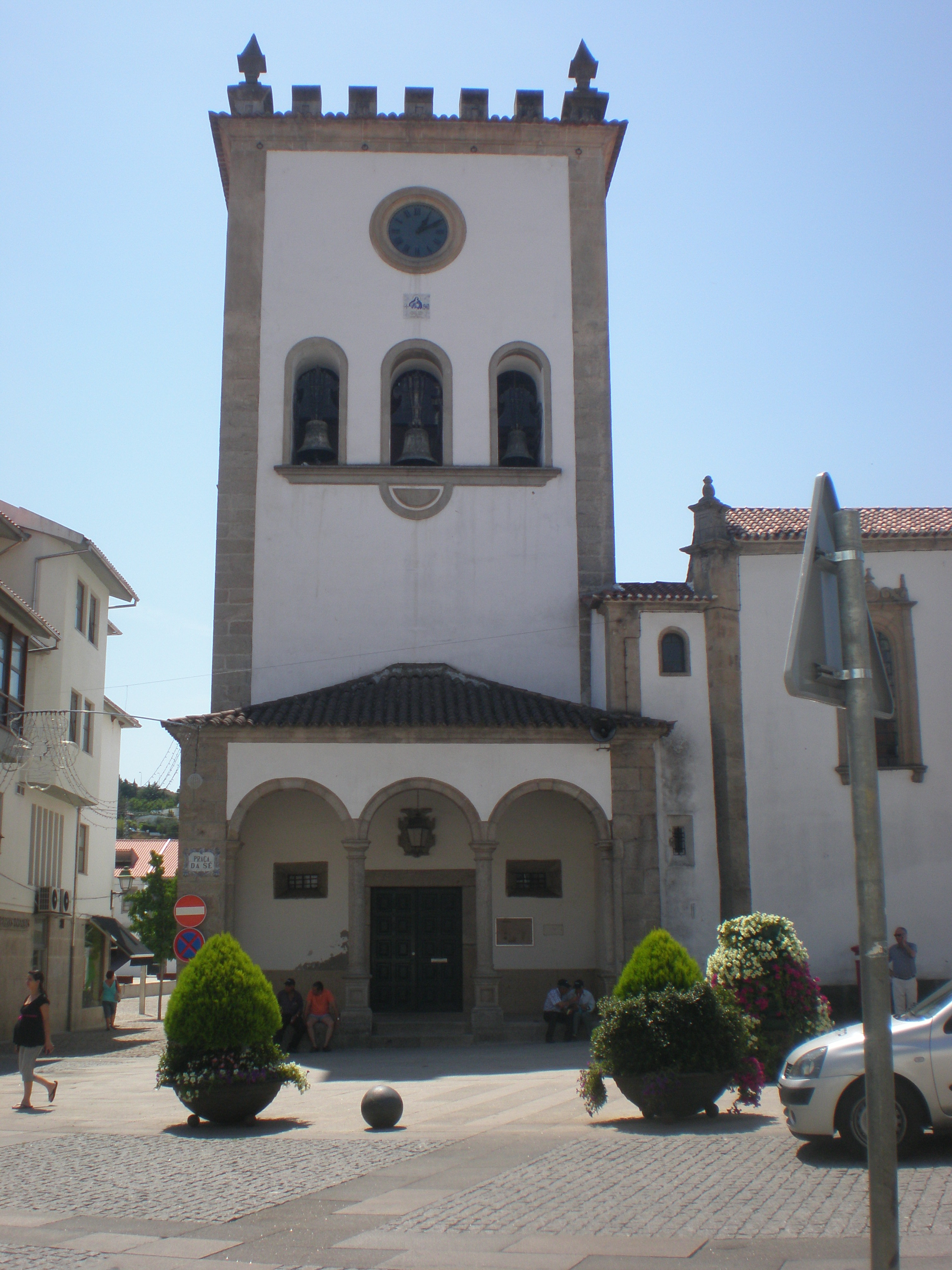
Дзвіниця
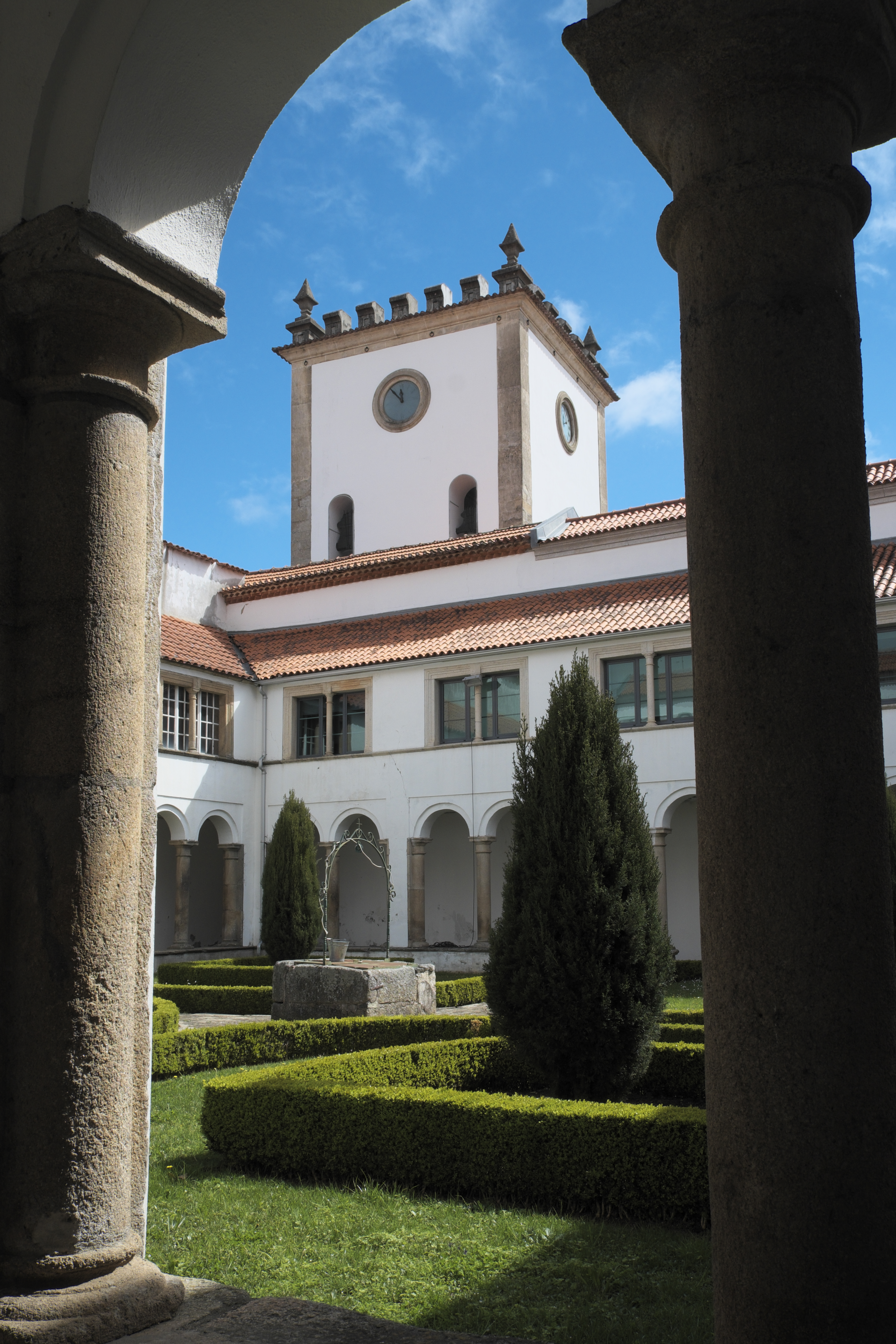
Дзвіниця
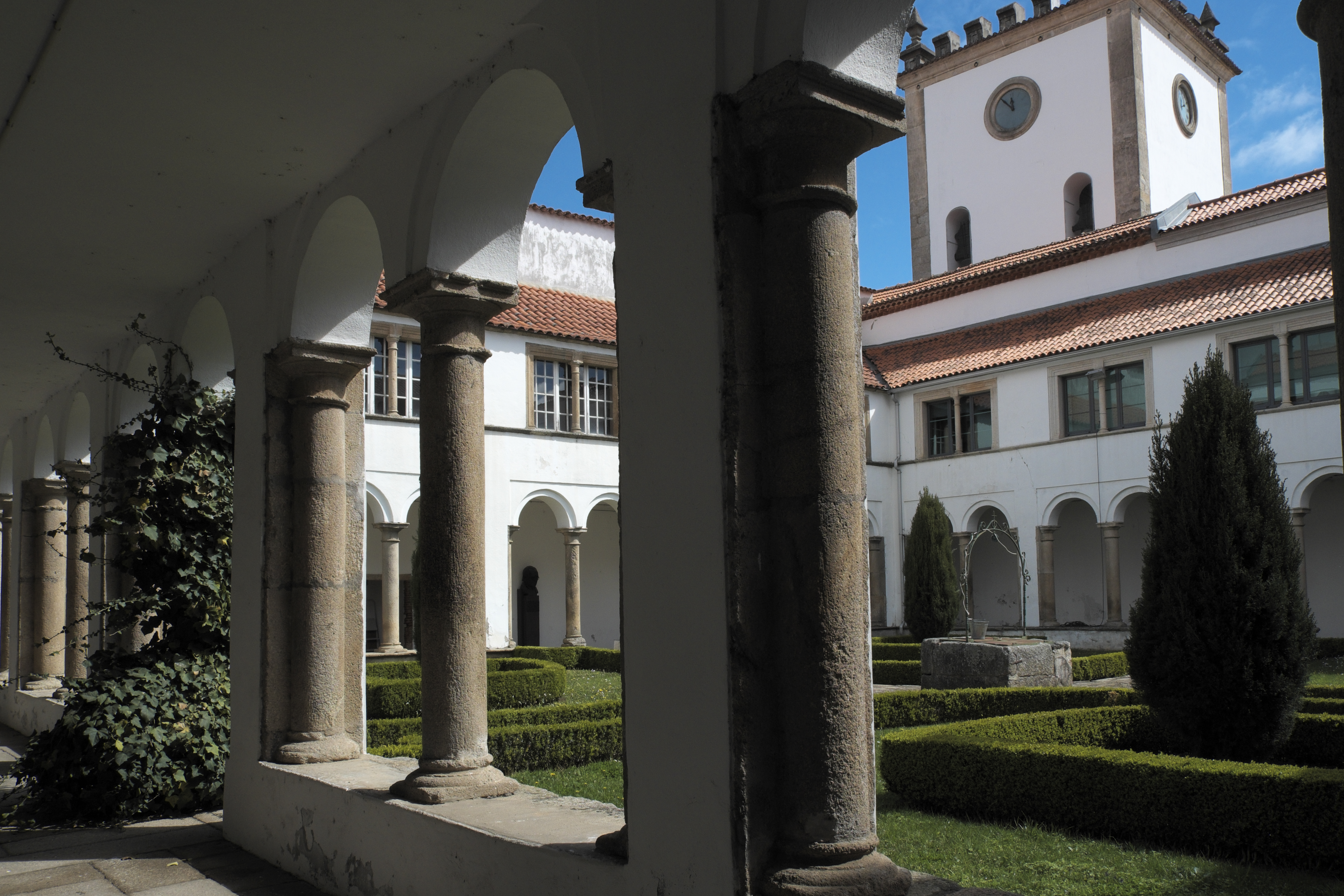
Клуатр
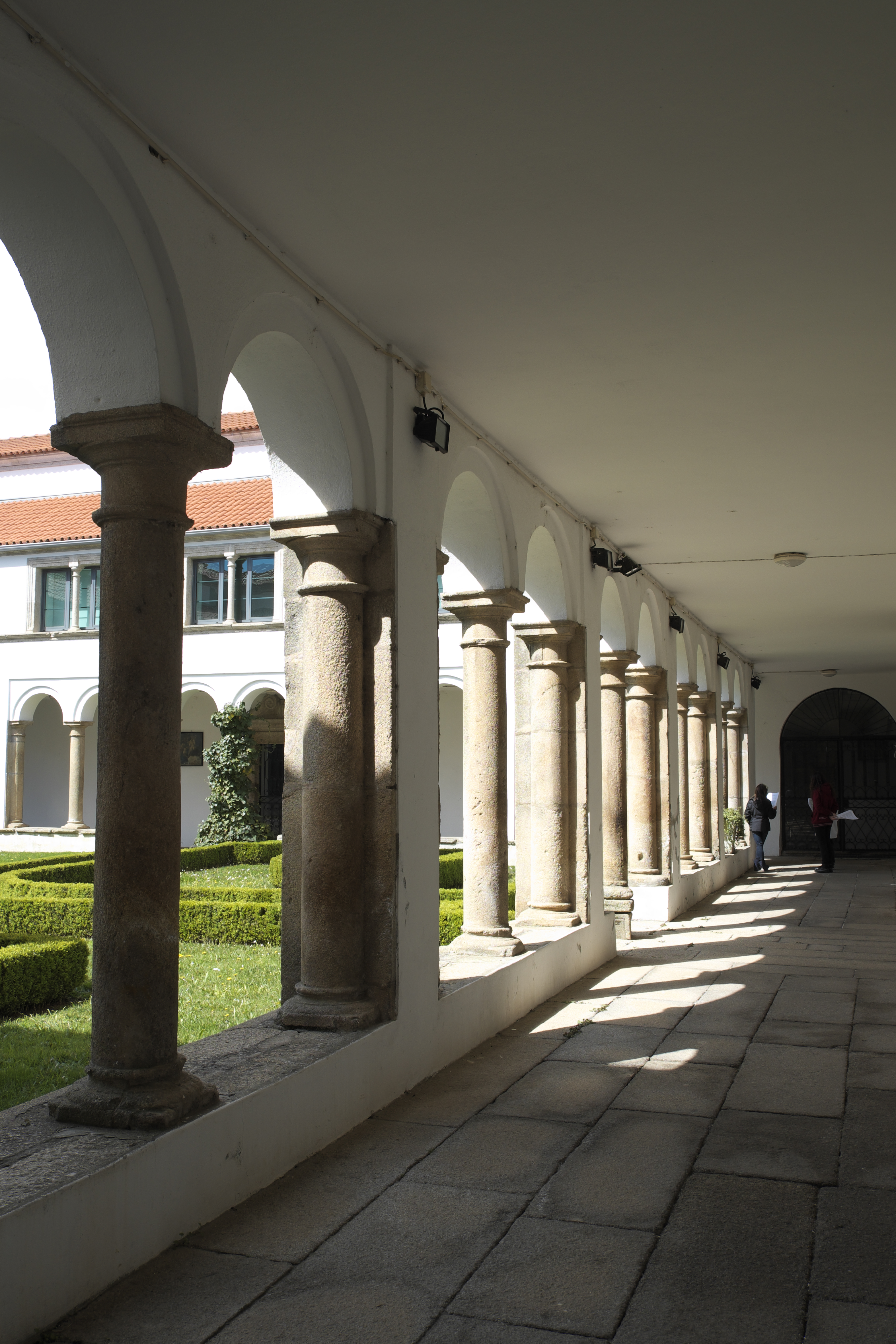
Клуатр